# Canton de Pouilly-en-Auxois
Le canton de Pouilly-en-Auxois était une division administrative française située dans le département de la Côte-d'Or et la région Bourgogne-Franche-Comté.

## Géographie
Ce canton était organisé autour de Pouilly-en-Auxois dans l'arrondissement de Beaune. Son altitude variait de 337 m (Bouhey) à 577 m (Mont-Saint-Jean) pour une altitude moyenne de 420 m.

## Histoire
- De 1833 à 1848, les cantons de Liernais et de Pouilly-en-Auxois avaient le même conseiller général. Le nombre de conseillers généraux était limité à 30 par département[1].

- Depuis le Redécoupage cantonal de 2014, le Canton de Pouilly-en-Auxois est intégré au Canton d'Arnay-le-Duc.

## Représentation

### Conseillers généraux de 1833 à 2015
| Période | Période          | Identité                                 | Étiquette          | Qualité |
| ------- | ---------------- | ---------------------------------------- | ------------------ | --- |
| 2008    | 2015             | Yves Courtot                             | PS                 | Président de la Communauté de communes de l'Auxois Sud Président de l'Office de Tourisme de Pouilly-en-Auxois Conseiller municipal de Pouilly-en-Auxois Suppléante : Aleth Clévenot, Ancien maire de Bouhey             |
| 1976    | 2008 (démission) | François Patriat                         | PS                 | Docteur vétérinaire Sénateur de la Côte-d'Or Maire de Chailly-sur-Armançon de 1989 à 2001 Ancien président du Conseil régional de Bourgogne Député (1981-1993 et 1997-2000) Secrétaire d'Etat puis Ministre (2000-2002) |
| 1958    | 1976             | Paul Gourier                             | DVD                | Médecin à Pouilly-en-Auxois |
| 1945    | 1958             | Léon Boulez                              | DVD                | Cultivateur à Sainte-Sabine Président de la F.D.S.E.A. de Côte-d'Or de 1948 à 1951 |
|         |                  |                                          |                    | |
| 1934    | 1940             | François de Champeaux                    | AD-RG              | Journaliste Député (1936-1940) Maire d'Essey Nommé membre de la Commission administrative départementale en 1941 |
| 1890    | 1934             | Jules Gagey                              | Rad.ind.           | Docteur en médecine à Pouilly-en-Auxois |
| 1886    | 1890 (démission) | Émile Bougenot                           |                    | Propriétaire à Missery |
| 1883    | 1886             | Paul Cunisset-Carnot (fils du précédent) | Républicain modéré | écrivain, homme politique, avocat, haut-magistrat ainsi que militaire |
| 1870    | 1883             | Jacques Cunisset                         |                    | Docteur en médecine Maire de Pouilly-en-Auxois |
| 1852    | 1870             | François Mairet                          |                    | Ancien magistrat - Maire de Commarin |
| 1833    | 1852             | Pierre Godard-Poussignol                 |                    | Propriétaire à Chailly-sur-Armançon |

### Conseillers d'arrondissement (de 1833 à 1940)
| Période                                  | Période      | Identité                            | Étiquette       | Qualité |
| ---------------------------------------- | ------------ | ----------------------------------- | --------------- | --- |
| 1833                                     | 1852         | Paul Bérard (1800-1856)             |                 | Propriétaire à Mont-Saint-Jean                                                                              |
| 1852                                     | 1870         | Émile Morelot                       |                 | Agriculteur, maire de Blancey                                                                               |
| 1870                                     | 1871         | Hugues Rocault                      |                 | Propriétaire à Pouilly-en-Auxois                                                                            |
| 1871                                     | 1887         | Basile Bougenot                     |                 | Ancien notaire, propriétaire à Missery                                                                      |
| 1887                                     | 1895         | Armand Dubois                       |                 | Maire de Pouilly-en-Auxois                                                                                  |
| 1895                                     | 1907 (décès) | Claude Pierre Cunisset (1840-1907)  |                 | Cultivateur, propriétaire à Pouilly-en-Auxois                                                               |
| 1907                                     | 1916 (décès) | André Georges Debrabant (1863-1916) |                 | Médecin à Mont-Saint-Jean, Mort pour la France                                                              |
| 1916                                     | 1919         | siège vacant                        |                 | |
| 1919                                     | 1937         | Jules Joseph Froment                |                 | Notaire à Mont-Saint-Jean                                                                                   |
| 1937                                     | 1940         | Charles Coulon (1893-1977)          | Union nationale | Cultivateur, maire de Thoisy-le-Désert                                                                      |
| 1940                                     |              |                                     |                 | Les conseils d'arrondissement ont été suspendus par la loi du 12 octobre 1940 et n'ont jamais été réactivés |
| Les données manquantes sont à compléter. |              |                                     |                 | |

## Composition
Le canton de Pouilly-en-Auxois regroupait 25 communes :
| Communes              | Population (2012) | Code postal | Code Insee |
| --------------------- | ----------------- | ----------- | ---------- |
| Arconcey              | 187               | 21320       | 21020      |
| Bellenot-sous-Pouilly | 212               | 21320       | 21062      |
| Beurey-Bauguay        | 133               | 21320       | 21068      |
| Blancey               | 72                | 21320       | 21082      |
| Bouhey                | 41                | 21360       | 21091      |
| Chailly-sur-Armançon  | 277               | 21320       | 21128      |
| Châteauneuf           | 87                | 21320       | 21152      |
| Châtellenot           | 149               | 21320       | 21153      |
| Chazilly              | 129               | 21320       | 21164      |
| Civry-en-Montagne     | 94                | 21320       | 21176      |
| Commarin              | 125               | 21320       | 21187      |
| Créancey              | 505               | 21320       | 21210      |
| Éguilly               | 64                | 21320       | 21244      |
| Essey                 | 182               | 21320       | 21251      |
| Maconge               | 131               | 21320       | 21362      |
| Marcilly-Ogny         | 199               | 21320       | 21382      |
| Martrois              | 57                | 21320       | 21392      |
| Meilly-sur-Rouvres    | 180               | 21320       | 21399      |
| Mont-Saint-Jean       | 255               | 21320       | 21441      |
| Pouilly-en-Auxois     | 1 474             | 21320       | 21501      |
| Rouvres-sous-Meilly   | 102               | 21320       | 21533      |
| Sainte-Sabine         | 188               | 21320       | 21570      |
| Semarey               | 109               | 21320       | 21600      |
| Thoisy-le-Désert      | 191               | 21320       | 21630      |
| Vandenesse-en-Auxois  | 271               | 21320       | 21652      |

## Démographie
| 1962  | 1968  | 1975  | 1982  | 1990  | 1999  | 2006  | 2011  | 2012  |
| ----- | ----- | ----- | ----- | ----- | ----- | ----- | ----- | ----- |
| 5 092 | 5 097 | 4 753 | 4 780 | 4 685 | 4 961 | 5 315 | 5 719 | 5 704 |